# ミスターシリウス
ミスターシリウスは、1985年に大阪府で結成されたプログレッシブ・ロックバンド。

## 略歴
リーダーの宮武和広は大阪府立住吉高等学校時代の仲間でシリウス（1978年 - 1981年、トリオ編成）を結成し、「ロッキンエフ」や「8.8ロックデイ」等のコンテストに応募していたが、解散。
その後に、シリウスの音楽性を引き継ぐ形でミスターシリウスを結成。
ミスターシリウスとはバンド名であると同時に、宮武和広自身の芸名も意味している。
当初の作品はメイドインジャパンからの自主作成盤としてリリースされ、その後はキングレコード傘下のアーティストとなる。
1991年 - 1992年に活動を停止した。

## メンバー

### 第1期メンバー
『ゲート・トゥ・ヨーロッパ』、『バレン・ドリーム』作成時
- 宮武和広 - キーボード、フルート、アコースティックギター、12弦ギター、アコーディオンほか
- 永井博子（現、大木理紗） - ボーカル
- 藤岡千尋 - ドラム

### 第2期メンバー
『ダージ』作成時、ライブ活動時のツアーメンバー
- 宮武和広 - キーボード、フルート、アコースティックギターほか
- 永井博子（現、大木理紗） - ボーカル
- 藤岡千尋 - ドラム
- 村岡秀彦 - ベース
- 釜木茂一 - エレクトリック・ギター

## ディスコグラフィ

### アルバム
- 『バレン・ドリーム』 - Barren Dream (1986年) ※ライナーノーツ 高山博
- 『ダージ』 - Dirge (1990年) ※ライナーノーツ 釜木茂一
- 『インクレディブル・ツアー』 - Incredible Tour (1990年) ※自主海賊版（オフィシャルブート）。ライナーノーツ 難波弘之 。ライブ・アルバム。
- 『クリスタル・ヴォヤージ』 - Crystal Voyage (1990年) ※ライナーノーツ 村岡秀彦。プログレの登竜門「ロッキンf」で2年連続編曲賞を受賞した作品を収録。ミスターシリウスとしてのバンド形態以前の前身であるトリオバンド、シリウス時の作品集。ボーナストラックは宮武美代子の「Wanderer」。

上記4アルバムは長らく廃盤だったが、2006年に紙ジャケットCDとして再発された。

### カセット
- 『ゲート・トゥ・ヨーロッパ』 - Gate to Europe ※カセットテープでのみ発売された習作音源。